# 波蘭語版聖經（全譯本）
波蘭語版聖經（全譯本）是指耶穌會領導階層於1584年委托雅各伯・伍耶克所譯的聖經版本，翻譯的來元本使用聖耶柔米的拉丁文譯本，也就是所謂的武加大譯本。（1546年特倫托會議批准，將武加大譯本視為羅馬天主教教會的權威版本。）
伍耶克版的聖經包含對事實及教、歉意的解釋，同時也引用原文。由於來源本的武加大譯本本身載有錯誤語詞，因此引用原文這點，便顯得十分重要。另外，從語言的角度來看，伍耶克善用前人工作的成果，讓自己的譯本更為精確，面向也更為廣泛，所用的語言簡單明瞭，但不失嚴肅與莊重等特性。該譯本取代了雷奧波立塔聖經譯本，成為主要的天主教聖經波蘭文譯本超過三個世紀。同一時間的新教教會則使用布熱斯科聖經譯本（1563）等原文譯本，後轉用格但斯克聖經譯本（1636）。
首本以原文翻譯成波蘭語的天主教聖經則為千禧年聖經譯本。